# Fredy Studer
Fredy Studer (* 16. Juni 1948 in Luzern; † 22. August 2022) war ein Schweizer Schlagzeuger im Jazz und in der Neuen Musik.

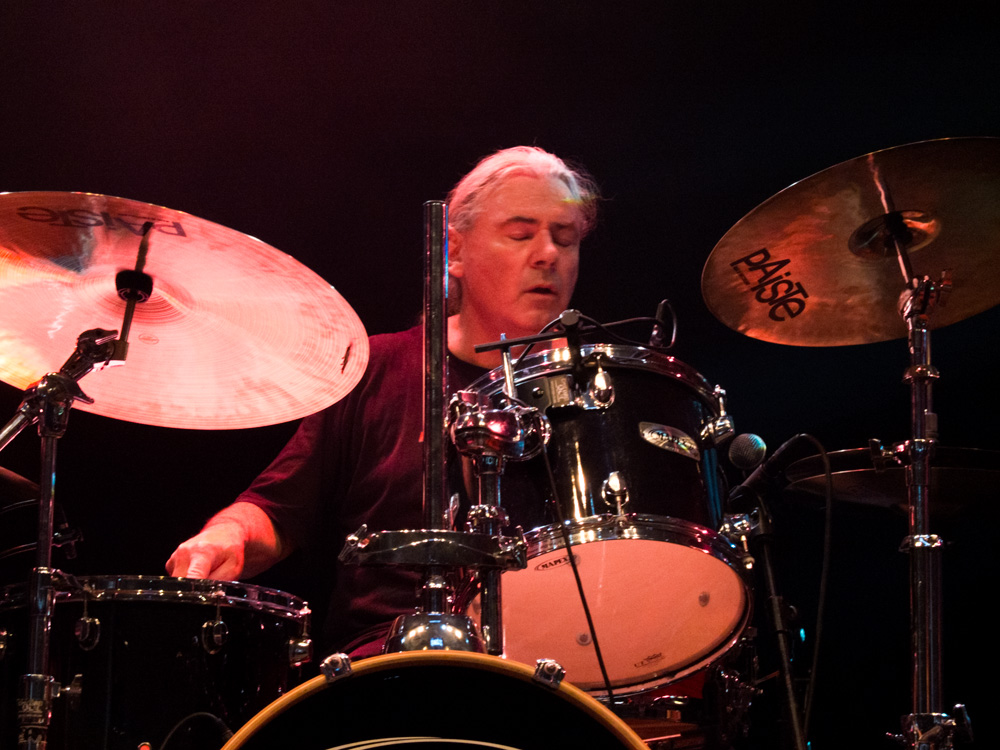
Fredy Studer, Moers Festival 2012

## Leben und Wirken
1972 war er Gründungsmitglied des Luzerner Rockjazz-Quartetts OM. In dieser Gruppe war er gemeinsam mit seinem Schulkameraden, dem Gitarristen Christy Doran, dem Saxophonisten Urs Leimgruber und dem Kontrabassisten Bobby Burri fast ein Jahrzehnt lang mit «Electricjazz-Freemusic» erfolgreich in der Schweiz und in Deutschland auf Tour.
Daneben arbeitete er als Schlagzeuger im «Franco Ambrosetti-George Gruntz-Quintett» (mit Joe Henderson, Miroslav Vitouš oder mit Larry Schneider und Dave Holland) sowie bei den «Percussion Profiles» (Jack DeJohnette, Pierre Favre, Dom Um Romão, David Friedman, George Gruntz). In den 1980er Jahren spielte er im Trio mit Rainer Brüninghaus und Markus Stockhausen und mit Stephan Wittwer und Christy Doran in «Red Twist & Tuned Arrow», aber auch in Favres Gruppe «Singing Drums» (mit Paul Motian, Naná Vasconcelos) und in der «Charlie Mariano-Jasper van’t Hof Group».
Gruppen und Projekte waren unter anderen das seit 1990 bestehende «Hardcore Chambermusic-Trio» mit Hans Koch und Martin Schütz (auch erweitert als «Roots and Wires»), ein Jimi-Hendrix-Projekt (zuletzt mit Christy Doran, Erika Stucky und Kim Clarke bzw. Jamaaladeen Tacuma) sowie die Perkussions-Trios (mit Robyn Schulkowsky und Joey Baron einerseits bzw. Hamid Drake und Michael Zerang andererseits). Außerdem spielte und veröffentlichte er Duos mit Schulkowsky, aber auch mit Jin Hi Kim, Joëlle Léandre, Dorothea Schürch, Ami Yoshida sowie Beth Coleman – Angehörige der New Yorker Illbient-Avantgardszene und dort bekannt als DJ M.Singe.
Studer spielte zeitweise auch im Perkussion-Ensemble von Robyn Schulkowsky als Interpret von Kompositionen von Charles Ives, Steve Reich, John Cage und Edgard Varèse. Während der letzten Jahrzehnte war er in den unterschiedlichsten Gruppen und Projekten tätig. Er gab Konzerte und Workshops, machte Radio- und Fernsehaufnahmen, Musik zu Tanzaufführungen sowie Theater- und Filmmusik in ganz Europa, Afrika, Japan, Südamerika, der Karibik, in Taiwan, Indien, der ehemaligen Sowjetunion, in Kanada und den USA.
Studer war einer der ersten Schlagzeuger, der Elemente der offenen Improvisation und Rock-Grooves in seinem Stil verband. Sein Wirken ist auf über hundert Tonträgern dokumentiert. Als Tester neuer Instrumente war er dem Schweizer Cymbal-Hersteller Paiste verbunden; 1975 hat er gemeinsam mit Jack DeJohnette ein Dark Ride-Becken entwickelt.
1991 erhielt Studer den Anerkennungspreis des Kunst- und Kulturpreises der Stadt Luzern. 2003 wurde er mit dem Kunst- und Kulturpreis der Stadt Luzern ausgezeichnet.
Fredy Studer starb im Alter von 74 Jahren plötzlich und unerwartet in einem Spital in Folge einer schweren Krankheit. Er litt an Fibrose. Seine langjährige Partnerin, die Kunsthandwerkerin Katharina Amrein, starb wenige Monate nach ihm.

## Diskographie (Auswahl)
- Now’s the Time – Solo Drums (2018, mit 224-seitigem Buch)
- Phall Fatale: Moonlit Bang Bang (2015, mit Joana Aderi, Joy Frempong, John Edwards, Daniel Sailer)
- Doran-Stucky-Studer-Clarke: Jimi (2004)
- Koch-Schütz-Studer: Life Tied (2003)
- Studer, Doran, Ray Anderson: Suisse Couture (1994)
- Studer: Essentials mit Brüninghaus, Doran, Rosko Gee, Trilok Gurtu, Charlie Mariano, Dom Um Romao, Tamia, Nana Vasconcelos, Miroslav Vitous, Stephan Wittwer, Helmut Zerlett, 1982–1988
- Studer/Doran: Half A Lifetime (1977–1994, mit Manfred Schoof, Sonny Sharrock, J. F. Jenny-Clark u. v. a.)
- Om: A Retrospective (1975/76)